# Erich Spindelegger
Erich Spindelegger (* 19. Juni 1919 in der Hinterbrühl, Niederösterreich; † 11. August 2014 ebenda) war Beamter der Österreichischen Bundesbahnen und österreichischer Politiker (ÖVP).

## Leben
Erich Spindelegger maturierte 1938 nach dem Besuch der Volksschule in der Hinterbrühl und der Unterstufe des Gymnasiums in Mödling an der HTL Mödling. Beruflich war er bei den Österreichischen Bundesbahnen tätig, unter anderem in der Zugförderungsleitung Wien-West, zuletzt als Bundesbahn-Oberinspektor.
Spindelegger war Nationalratsabgeordneter in der XI. Gesetzgebungsperiode 1966 bis 1970. In den Jahren 1970 bis 1976 war er Abgeordneter zum Bundesrat.
Gleichzeitig war er mehrere Wahlperioden Bürgermeister in der Hinterbrühl und hatte mehrere Positionen im ÖAAB inne. Aufgrund der langjährigen Tätigkeit im Seniorenbund der ÖVP wurde er auch Ehrenobmann des Niederösterreichischen Seniorenbundes.

## Privates
Er wurde Vater von vier Kindern; sein jüngster Sohn ist Michael Spindelegger.